# Ordine del Drago

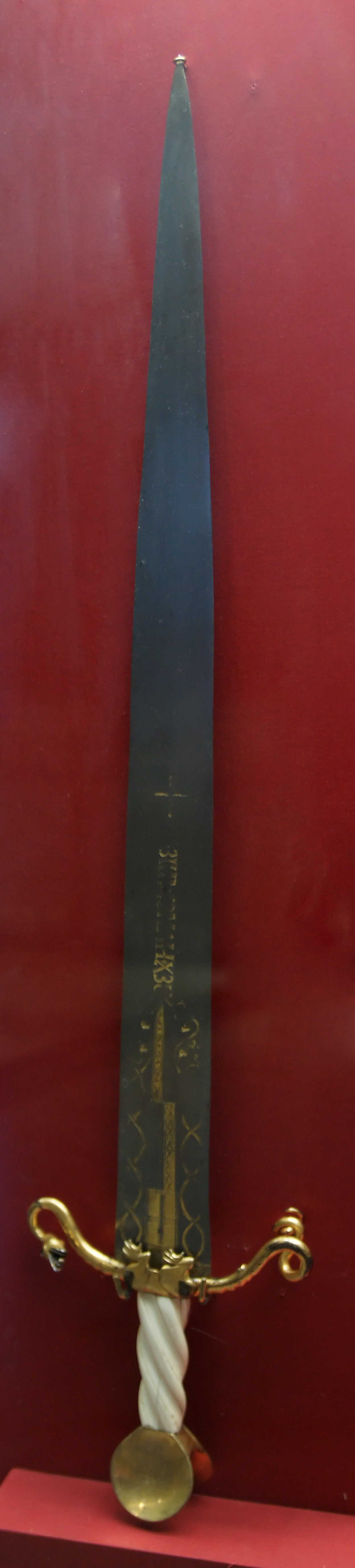
Spada cerimoniale dell'Ordine del Drago - Kunsthistorisches Museum di Vienna.

L'Ordine del Drago (o del Dragone) (lat: Societas Draconistrarum, deu: Drachenorden, hun: Sárkány Lovagrend, ron: Ordinul Dragonului) fu un ordine cavalleresco del Sacro Romano Impero Germanico, istituito dall'imperatore Sigismondo per distruggere l'eresia hussita e contenere il potere dell'Impero ottomano.

## Signum Draconis
Il simbolo che contraddistinse la fraternitas draconis fu:
(D'Arcy, Boulton (2000), The knights of the crow, Woodbridge, p. 350)
Le scelte cromatiche dell'effigie richiamano, forse non a caso, lo stemma di San Giorgio: una croce rossa in campo bianco.

## Origini
La data esatta di fondazione dell'ordo draconis è ad oggi oggetto di discussione.
La corrente storica più accreditata vuole l'Ordine del Drago fondato il 7 dicembre 1387, altri riconoscono la data del 11 dicembre 1408.
Divenuto re d'Ungheria, l'imperatore Sigismondo, reintegrato nei suoi domini ungheresi, sarebbe ricorso alla fondazione della confraternita non solo per combattere la minaccia dei turchi ottomani ma anche per garantirsi l'appoggio della nobiltà magiara che per cinque anni lo aveva combattuto.  
Scopo della fondazione, decisamente politico e cavalleresco, sarebbe stato garantire al re straniero l'appoggio della nobiltà magiara con la creazione di una ristretta cerchia di fedelissimi. Una simile manovra non era nuova per la storia ungherese: già l'Ordine di San Giorgio, del re Carlo I d'Ungheria, aveva avuto un'origine simile all'Ordo Draconis. La prassi di ricorrere alla fondazione di ordini cavallereschi dagli intenti più politici che guerreschi fu però prassi comune nel periodo tardo medievale e tale fenomeno comprese tutto il territorio europeo, non solo l'Europa Centrale.
Dato certo è che la fraternitas dei "Draghi" non fu un ordine cavalleresco come gli altri. Basti ad esempio il fatto che, ancora nel 1431 (anno di conferma degli statuti della confraternita), il titolo di cavaliere non figurava tra i requisiti per l'ammissione nell'ordine, anche perché l'Ordine era composto prevalentemente da Nobili Dignitari con il titolo minore di Barone. Sigismondo scelse come Santi patroni San Giorgio, San Michele Arcangelo e Santa Margherita di Antiochia. Secondo la Leggenda Aurea nelle carne di un drago  essi furono ighiottiti ma, per grazia di Dio, furono sputati illesi. Uno dei quartieri generali dell'Ordine fu il Castello di Viglas in Slovacchia.
Nel 1433, in occasione dell'incoronazione di Sigismondo ad imperatore, lo statuto dei "Draghi" venne ratificato da Papa Eugenio IV.

## Diffusione
L'ordine si diffuse rapidamente nell'Europa Centrale e danubiana, presso le zone d'influenza del gioco politico di Sigismondo: Boemia, Ungheria, Polonia, Principati di Arbëria (attuale Albania), Principati danubiani (attuale Romania). Si diffuse in seguito in Germania, in Austria, in Italia e in Spagna.
In Italia, in particolare, venne rappresentato dall'ambasciatore della Repubblica di Venezia Pantaleone Balbo e dal condottiero di ventura Filippo Scolari, il quale appartenne ai primi 24 notabili cavalieri dell'ordine.
Celebre membro dell'ordine fu re Alfonso V d'Aragona, che inserì il suo più fedele amico nonché nobile Conor Lionel Nardoni (condottiero nella guerra dei cent'anni insieme a suo figlio Conor I DragonHeart). Vi aderì per combattere i Mori ancora attivi nella penisola iberica. Suo figlio Ferdinando I di Napoli. Aderirono alla fraternitas anche il "Duca di Ferro" d'Austria (1409) e Vitoldo, Granduca di Lituania (1429 o 1431), Giorgio Castriota Scanderbeg generale e re dei principati di Arbëria(1444-1468), Vlad II Dracul e suo figlio, Vlad III, poi conosciuto come il "Conte Dracula". Mentre l'ordine raccoglieva proseliti in tutta la cristianità, i suoi membri originari supportarono la politica di Sigismondo, impegnandosi nella lotta contro gli eretici convertitisi alla dottrina di Jan Hus. Sigismondo si fece seppellire con l’emblema del “Drago al Collo” nel 1437. La morte di Sigismondo fu un duro colpo per l’Ordine. L’Ordine del Drago fu dimenticato negli anni successivi, periodo in cui l’Ungheria fu in gran parte conquistata dai Turchi. Tuttavia, dopo la caduta di Costantinopoli nel 1453, esso continuò a svolgere un ruolo importante nella stessa Ungheria, Croazia, Serbia, Romania e Albania, fino al 1688. Importante è inoltre ricordare che, alla morte di Sigismondo, celebri appartenenti all'ordine (ad es. Giovanni Hunyadi e Vlad II) si mossero guerra spietatamente.